# Thierry Breton
Thierry Breton (n. 15 ianuarie 1955, Paris, Île-de-France, Franța) este un om de afaceri francez, politician, scriitor și fost comisar pentru piața internă⁠(d) al Uniunii Europene din 2019 până în 2024. Breton a fost vicepreședinte și CEO al Groupe Bull⁠(d) (1996–1997), președinte și CEO al Thomson-RCA⁠(d) (1997–2002) și președinte și CEO al France Télécom (2002–2005). În 2005 a intrat în politică ca ministru al Economiei, Finanțelor și Industriei (2005–2007) în guvernele prim-miniștrilor Jean-Pierre Raffarin și Dominique de Villepin, în timpul președinției lui Jacques Chirac. Din 2007 până în 2008, a fost profesor la Harvard Business School⁠(d) înainte de a se alătura grupului Atos din 2009 până în 2019 ca CEO al acestuia.

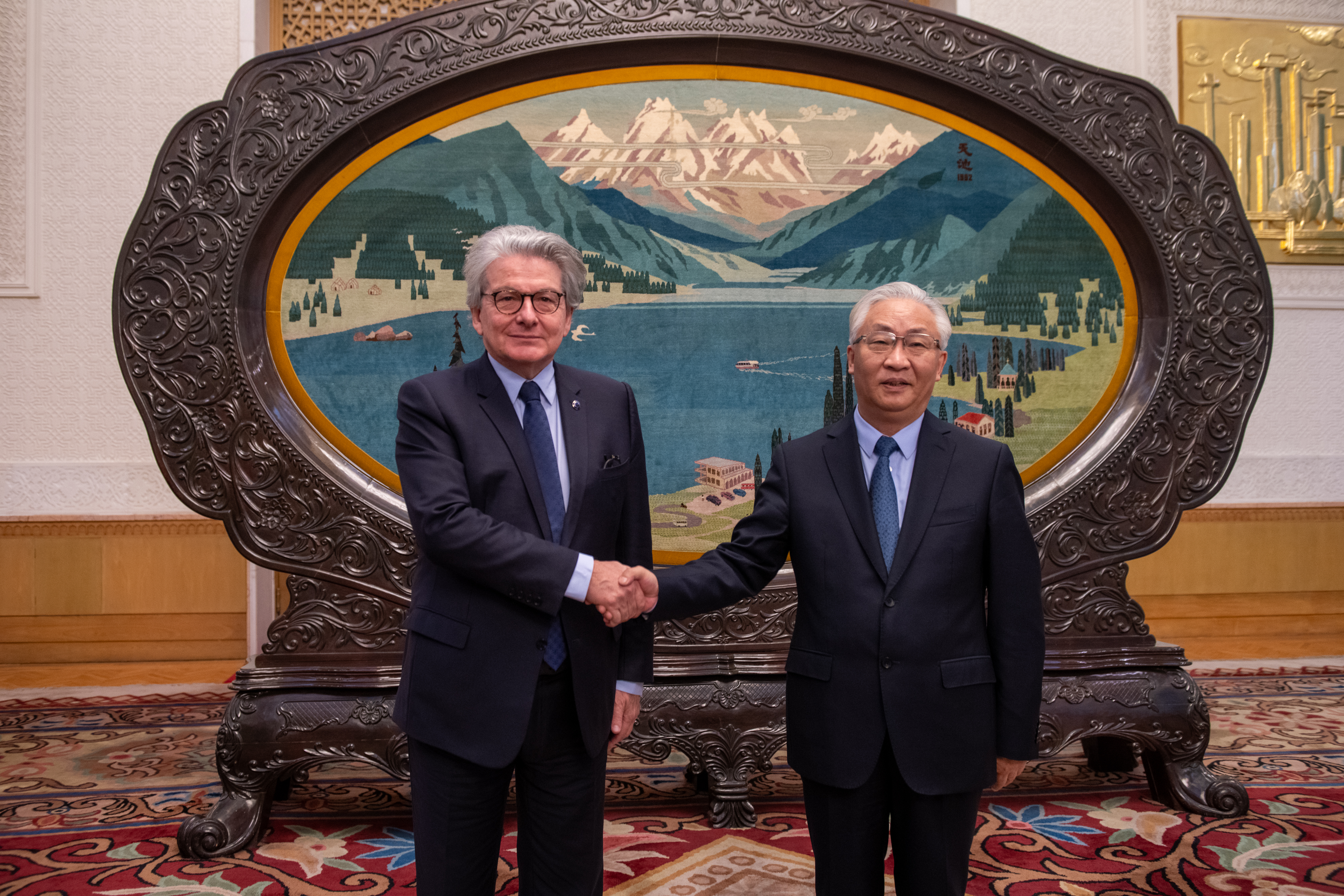
Breton cu vicepremierul chinez la Beijing, China, în 10 noiembrie 2023

Din 2019, Breton a ocupat funcția de comisar european pentru piața internă sub președinția Ursulei von der Leyen, numire care a stârnit controverse, deoarece a fost considerat de asociația anticorupție Anticor ca expus unui risc serios de conflicte de interese față de precedentele sale posturi la France Télécom și Atos. Breton a demisionat din funcție în 2024.
Referitor la anularea alegerilor prezidențiale din România din 2024, Breton a declarat că „am făcut-o în România și, evident, va trebui să o facem, dacă va fi necesar, și în Germania”.